# Antica trattoria Bagutto
L'Antica trattoria Bagutto è un ristorante di Milano, nel quartiere di Ponte Lambro nella periferia est della città.
Si tratta del ristorante più antico d'Italia e del secondo in Europa, dopo lo Stiftskeller St. Peter di Salisburgo.

## Storia
Il Berlochium, dal termine longobardo con il significato di "luogo dove si mangia", compare in un documento di scambio di beni immobili datato al 1284. La sua collocazione, al quarto miglio della strada Paullese (via di origine romana tra Milano e Cremona), nei pressi di un guado che permetteva l'attraversamento del Lambro, rende possibile un'origine anche più antica.
Sorgeva nel comune, oggi scomparso, di Morsenchio, sulle rive della roggia Spazzòla o roggia Molinara, sulla quale erano impiantati dei mulini, tra cui il mulino della Spazzòla, tuttora esistente.
Dal XV secolo fu proprietà dell'organizzazione caritatevole milanese "Luogo pio delle Quattro Marie" e l'osteria assunse nel tempo diversi nomi: "Hosteria dei Gamberi" nel Quattrocento, nel 1580 "Hostaria delle Quattro Marie alla Canova" (Canova era il nome del vicino podere, sempre proprietà dell'organizzazione caritatevole).
Agli inizi del Settecento passò ai conti Durini, quindi alla famiglia Ranieri e nel 1780 alla famiglia Merlini.
Nel 1871 passò ai Conti e nel 1894 fu acquistato da Mosè Mandelli, ai cui discendenti tuttora appartiene.
La struttura conserva un caminetto cinquecentesco.